# Превалле
Превалле (італ. Prevalle) — муніципалітет в Італії, у регіоні Ломбардія, провінція Брешія.
Превалле розташоване на відстані близько 440 км на північ від Рима, 100 км на схід від Мілана, 15 км на схід від Брешії.
Населення — 6987 осіб (2014).

## Демографія
Населення за роками:

Станом на 1 січня 2023 року в муніципалітеті офіційно проживало 1009 іноземців з 40 країн, серед них 214 громадян країн Євросоюзу та 13 громадян України.

## Сусідні муніципалітети
- Бедіццоле
- Кальваджезе-делла-Рив'єра
- Гавардо
- Мусколіне
- Нуволенто
- Пайтоне